# ابن امیر حاج
ابوجعفر محمد بن حسین حسینی ملقب به ابن امیر حاج، عالم، ادیب و شاعر قرن ۱۲ و ۱۳ قمری است.
اشعار وی مربوط به معصومین و اهل بیت است و او خود را شاعر اهل بیت می‌دانست.
از آثار او می‌توان به کتاب الآیات الباهرات فی معجزات النبی و الائمة الهداة اشاره کرد.
وی ساکن نجف بوده و در همان شهر وفات یافته‌است